# Günter Seibold
Günter Seibold  (1936. december 11. – 2013. június 20.) német labdarúgó, hátvéd.

## Pályafutása
A SpVgg Cannstatt csapatában kezdte a labdarúgást. Az VfB Stuttgartban 1958. június 25-én mutatkozott be tétmérkőzésen. 1958. november 16-án tagja volt a nyugatnémet kupadöntőn győztes csapatnak. 1958 és 1969 között 255 bajnoki mérkőzésen szerepelt és tíz gólt szerzett. 1963-ig ebből 122 Oberliga Süd mérkőzés, a többi 133 már Bundesliga találkozó volt. 1969–70-ben a SpVgg 07 Ludwigsburg csapatában játszott. A következő idényben játékos-edzőként az SV Rehnenhof együttesében szerepelt.
1959. május 20-án egy alkalommal szerepelt a nyugatnémet U23-as válogatottban, Krakkóban Lengyelország ellen.

## Sikerei, díjai
VfB Stuttgart
- Nyugatnémet kupa (DFB Pokal)
  - győztes: 1958